# 岡本正剛
岡本 正剛（おかもと せいごう、1925年2月10日 - 2015年1月16日）は、日本の武道家。大東流合気柔術六方会宗師。

## 略歴
- 1925年（大正14年）2月10日　北海道夕張市に生まれる。
- 1944年（昭和19年）　久里浜海軍工作学校卒業、百里ヶ原海軍航空隊に配属。
- 1946年（昭和21年）　北海道新聞社に入社。
- 1956年（昭和31年）　写真製版社創設。
- 1963年（昭和38年）　大東流合気柔術 堀川幸道に師事。
- 1974年（昭和49年）　堀川幸道より七段位を受ける。
- 1977年（昭和52年）　上京。東京クリニカルラボラトリーに勤める。
- 1978年（昭和53年）　幸道会東京支部創設。
- 1980年（昭和55年）　大東流合気柔術六方会を創設。
- 2015年（平成27年）　1月16日死去。89歳没。

## 功績
岡本正剛は38歳という、武道を始めるには一般的に遅いと言われる年齢ではじめて大東流合気柔術の門をくぐった。それまで武道とは無縁の生活を送っていたが、知人から面白い技を使う人がいると聞き、冷やかし半分で堀川幸道のもとに見学に行ったのがその始まりだった。入門以来、ほぼ無欠席で稽古にいそしんだが本人は、「稽古後に皆でビールを飲むのが楽しみで通っていた」という。岡本は堀川門下生のなかでは異例のスピードで昇進した。
岡本の功績のひとつは、それまであまり知られることのなかった大東流合気柔術という武道を広く世に知らしめたことである。昭和59年に発行した『合気柔術入門』は大東流の技を連続写真で紹介している。大東流の技法がこのような形で公開されたのはこれが初めてである。平成元年に発行された『幻の神技 大東流合気柔術』は本とビデオがセットになった刊行物である。この手の映像としては当時安めの価格であったということもあり、この出版物はよく売れた。
2002年11月には、天願大介監督の映画『AIKI』が公開され興行的にも成功をおさめる。この映画は六方会デンマーク支部で、車椅子でありつつ黒帯にまで至ったオーレ・キングストン・イェンセンがモデルになっており、製作に六方会が協力している。岡本は主人公の師匠のモデルとなっている。
六方会には国内では神奈川、栃木、名古屋、大阪、奈良、神戸、岡山、広島、福岡、札幌に支部があり、海外ではアメリカ、メキシコ、デンマーク、イタリア、スウェーデン、ロシアに支部を持つ。岡本は80歳を超えてもなお海外まで稽古に出向いていた。

## 六方会とその技
大東流合気柔術の伝承に寄与するとともに、師・堀川幸道の教えをありのままに伝えることを趣旨としている。
六方会の「六方」とは、天・地・前・後・左・右をあらわす。これは武田惣角の言葉から、堀川幸道がその意をくみ取って「武道においても、自分に対して平面的ではなく、常に、立体的攻めを考慮しなければならない。即ち、自由自在の移動が必要である。」と語られたことに基づくものとしている。
立体的な攻めに対する自由自在な身のこなしという意味が込められている。
六方会の稽古方法は上級者も入門したばかりの初級者も共に同じ技をかけあうリベラルな方法である。
岡本は「ほかの諸先生方の合気の説明に全面的な賛成をいたします」「その人その人の個性・考え・技法により説明は変わってくると思います」とし、そのうえで自分としては合気の原理を、「条件反射」・「円運動」・「呼吸」と考えておりそれらを一体として行うこと、と表現している。
合気は一般的に、攻撃してきた相手を制する技術であり、逃げようとする相手を攻撃するのには適していない。他方で岡本は、合気は相手に触れることにより、こちらから掛けることも可能、として披露することもある。